# Pterocryptis anomala
Pterocryptis anomala is een straalvinnige vissensoort uit de familie van de echte meervallen (Siluridae). De wetenschappelijke naam van de soort is voor het eerst geldig gepubliceerd in 1934 door Herre.